# Timothéos
Timothéos d'Épidaure, dit aussi Timothée, est un sculpteur grec de la première moitié du IVe siècle avant Jésus-Christ.
Figure de la veine « maniériste » de la sculpture grecque classique, il est surtout connu pour être intervenu au sein de décors sculptés pour de grands monuments. Ainsi, il est l'auteur d'acrotères (pour 2 240 drachmes) et de bas-reliefs (pour 900 drachmes) du temple d'Asclépios à Épidaure, vers -380 dont une Aura ou Néréide, une Nikè tenant une perdrix, et une Hygie nous sont parvenues (musée national archéologique d'Athènes). Il a également travaillé aux décors du tombeau du dynaste lycien Arbinas à Xanthos, dit « monument des Néréides » (Londres, British Museum), dont certaines sculptures pourraient être de sa main. Enfin, il est connu pour avoir participé, aux côtés de Scopas, Bryaxis, et Léocharès, aux décors du tombeau du roi Mausole et de la reine Artémisia à Halicarnasse (l'une des Sept Merveilles du monde). Pline l'Ancien le cite en tant que décorateur de la frise sud du monument. Pline, dans son Histoire naturelle, cite également une Artémis, réalisée par Timothéos, et associée à la statue de culte du temple d'Apollon sur le mont Palatin, érigé par Auguste et achevé en 8 av. J.-C. Cette statue a probablement été rapportée de Grèce au Ier siècle av. J.-C.
D'autres sculptures lui sont attribuées, comme Léda et le Cygne (Rome, musées du Capitole) dont près de douze versions (des sculptures et des terres cuites) nous sont parvenues, et Asclépios (Paris, musée du Louvre), aujourd'hui connues par des copies romaines en marbre.